# Eucalyptus quadrangulata
Eucalyptus quadrangulata är en myrtenväxtart som beskrevs av Deane och Joseph Henry Maiden. Eucalyptus quadrangulata ingår i släktet Eucalyptus och familjen myrtenväxter. Inga underarter finns listade i Catalogue of Life.